# 菲謝爾
菲謝爾是米哈遊開發電子遊戲《原神》中的虛構角色，為2020年遊戲公測後首批可玩角色之一。她是遊戲中虛構國家蒙德的冒險家，自稱是來自異世界「幽夜淨土」的「斷罪之皇女」。角色的中文配音為Mace，日文配音為內田真禮，韓文配音為朴高韻，英文配音為布蘭妮·考克斯。

## 創作及設計
米哈遊於2020年3月31日首次在社交平台上公佈了菲謝爾的相關信息和角色立繪，次日發佈了角色預告視頻，展示了角色中二病的一面，角色在同年7月的遊戲內測中推出。在製作組的設定中，菲謝爾是一個很優秀的冒險家，她能用更少的時間完成在蒙德地區的探索。她身邊有一隻名為「奧茲」的夜鴉，奧茲除了協助角色戰鬥外，也是遊戲中極少數能進行語言交流的使魔。角色的服飾設計在蒙德地區角色中顯得很獨特，角色有著動漫作品中典型中二病角色的主要特徵，雖然她的左眼沒有受傷，但是戴上了眼罩，並且認為她的左眼蘊藏著強大的力量，必須以眼罩封印。角色其中一個天賦的增益效果在早期的遊戲版本會有失效的情況，這個問題在遊戲1.3版本中修復。
遊戲1.1版本限時活動「未歸的熄星」中，菲謝爾作為活動的主要角色，讓玩家能與角色有更多的互動。遊戲2.8版本中，製作組給角色推出了新的服飾，玩家只需完成遊戲活動任務就能獲得該服飾。
菲謝爾的中文配音是Mace，Mace在訪談中表示角色的台詞雖然很中二，但是在錄音時由於角色台詞太長，根本沒有時間感到尷尬。菲謝爾的夥伴奧茲中文配音在2022年2月發佈的遊戲2.5版本後更換，原配音員李元韬在2021年10月出現婚內出軌的爭議事件，導致製作組解除了後續的合作。

## 作品中表現

### 《原神》
菲謝爾是冒險家協會的冒險者，自稱「斷罪之皇女」與眷屬奧茲來自異世界，角色的說話方式十分戲劇化和冗長，經常需要奧茲翻譯解釋。她的真名是「艾咪」，性格內向同時富有想象力，「菲謝爾」其實是她最喜歡的故事中的角色。小時候與身為冒險家的父母相處時間並不多，經常去圖書館看書且沉迷在書本的奇幻世界裡面，還開始扮演起書中的角色「菲謝爾」，她父母也一直配合她的演出。十四歲生日時，父母希望她拋棄那些幻象的設定，大吵一架後，她逃到了圖書館並獲得了神之眼和夜鴉外形的雷元素生物「奧茲」。
《原神》公測之後，玩家可以在遊戲中透過祈願的方式讓菲謝爾這個角色加入隊伍，在遊戲1.1版本的限時活動「未歸的熄星」和2.8版本限時活動「遠海詩夏遊紀」中達成條件能直接邀約菲謝爾加入隊伍。菲謝爾在遊戲中是使用弓的雷元素角色，她的普通攻擊方式有兩種，一種是快速的低傷害輸出射擊，另一種是蓄力射擊，這種攻擊帶有雷元素效果，元素戰技是召喚奧茲協助攻擊敵人，元素爆發是變成奧茲進行高速移動，並對附近敵人進行雷元素攻擊。

### 《崩壞3rd》
2021年7月，《原神》中的角色菲謝爾和刻晴在米哈遊開發的另一款遊戲《崩壞3rd》中登場，這也是兩個遊戲第一次展開聯動活動。聯動活動名為「異世旅人」，玩家可以在活動期間讓角色加入隊伍，菲謝爾是《崩壞3rd》中第一個使用弓箭武器的角色。

## 反響及評價
菲謝爾是遊戲推出初期玩家最常使用的角色，Game Rant的編輯安東尼·普萊認為角色受歡迎的原因除了她的外表和能培養成強大的進攻輔助外，她作為一個四星角色更容易入手。遊戲日報的編輯淖尔也指出，由於在遊戲入手角色較為困難，遊戲中的四星角色也很受歡迎，菲謝爾的入手難度不高，「这使得菲谢尔几乎成为玩家们主要角色之一」。
角色玩法方面，Polygon的評論員給與菲謝爾的傷害輸出評價為「野獸」，並認同玩家給與角色「機關槍菲謝爾」的稱號。TheGamer的評論員表示菲謝爾的玩法核心是不斷使用技能召喚奧茲上場協助攻擊。此外由於角色的元素戰技效果在更換角色後仍然有效，很多玩家會使用角色作為主要的進攻輔助。遊戲日報的編輯南山虎也指出菲謝爾是遊戲中少有的元素戰技效果在更換角色後仍然有效的角色，但是角色的缺點是雷元素在遊戲中不強，角色的傷害輸出不上不下，對於已經組建好主力隊伍的玩家來說，角色用處不大。而對新人玩家來說，角色是很優秀的進攻輔助。
角色設計方面，不少玩家評價角色中文配音「給力」之餘，也表示中二病的台詞讓人十分「尷尬和羞恥」。指出菲謝爾的話語令人困惑，很難明白她想表達的意思。她這種獨特的個性，讓她成為遊戲中受歡迎的角色之一，不少人想了解她背後的故事。漫畫書資源網的評論員漢娜·格萊姆斯（Hannah Grimes）指出部分粉絲不喜歡角色誇張的說話方式，但是也有更多人認為這是角色讓人喜歡的地方。遊戲中菲謝爾沉迷於扮演皇女的角色，偶爾打破角色時的慌張顯得十分可愛。Siliconera的編輯評價角色在限時活動「未歸的熄星」的表現很不錯，角色的台詞很有趣，同時給與角色的待機動畫設計和戰鬥玩法正面的評價。淖尔曾評價《崩壞3rd》中的菲謝爾，角色玩法對《崩壞3rd》來說是一次創新，但是實際上只是「照搬了原神的人物动作和技能而已」。

## 外部連結
- bilibili上的《原神》全新角色预告-「菲谢尔还不能输」
- bilibili上的《原神》全新角色演示-「菲谢尔：幽夜之光」